# Albertina (Bécs)
Az Albertina múzeum Bécs városközpontjában Albrecht főherceg palotájában (németül Palais Erzherzog Albrecht) található. A múzeum a világ egyik legnagyobb és legjelentősebb grafikai gyűjteményének ad otthont, többek között körülbelül 65 000 rajznak és több mint egymillió rézmetszetnek. A kiállított és archivált tárgyak a késő gótika és a kortárs művészet közötti időszakot ölelik fel. Az Albertina a nevét alapítójáról, Albert Kázmér szász–tescheni hercegről kapta.

## Története

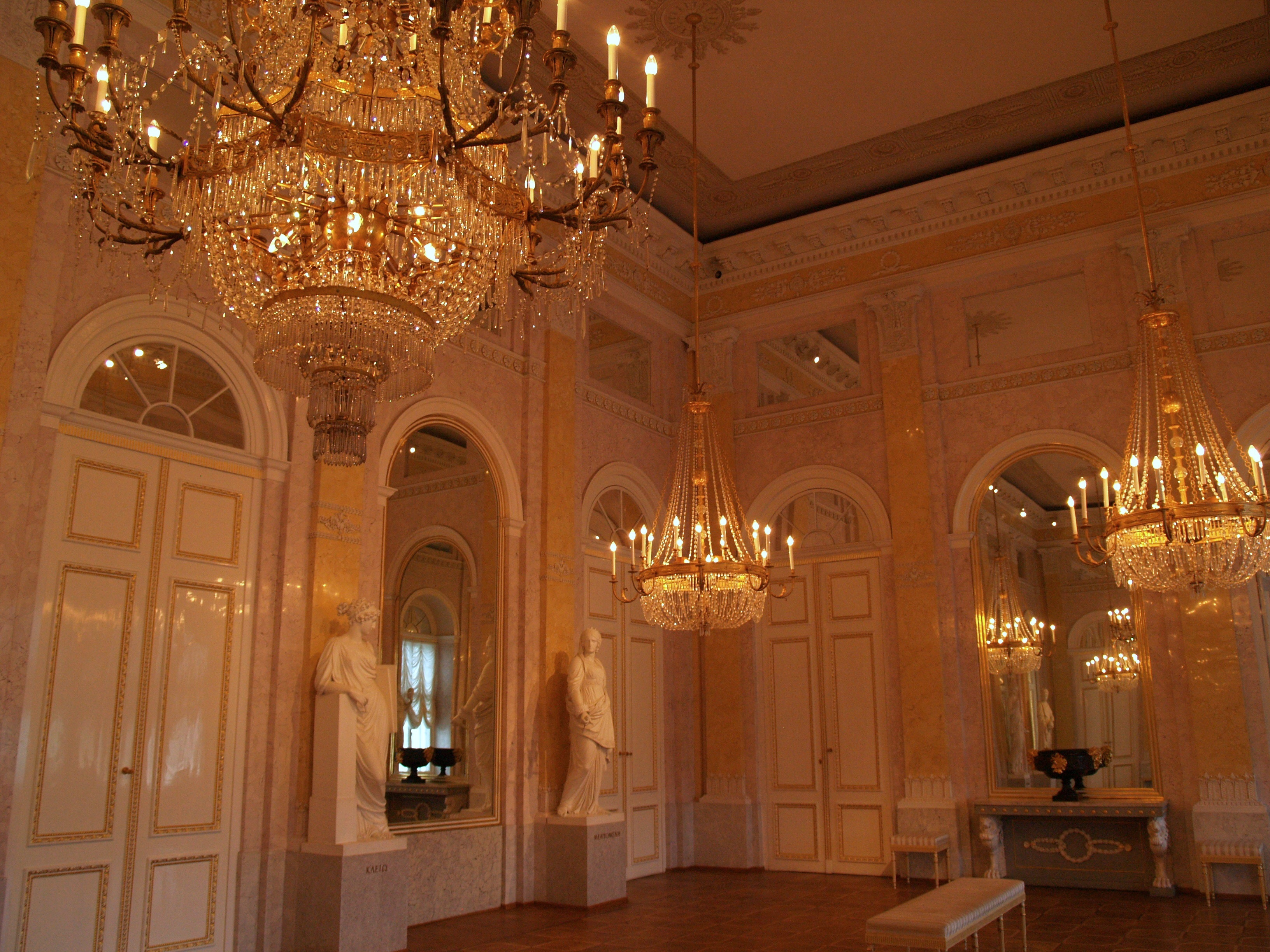
Belső tér

A grafikai gyűjteményt Albert Kázmér herceg létesítette az 1770-es években Pozsony várában, ahol 1765 és 1781 között lakott mint a királyi Magyarország kormányzója. Alapító oklevele 1776. július 4-én kelt.
A jelenlegi főhercegi palota átvétele (1795) óta található az épületben az Albertina-gyűjtemény. Ezt követően az épületet átépítették, így alkalmazkodva az új igényekhez. A jelentős gyűjteményt csak 1822-ben tették elérhetővé a nyilvánosság számára. Más gyűjteményekkel ellentétben, amelyeket a nemesség saját magának tartott fenn, a látogatásnak egyetlen feltétele az volt, hogy a látogatónak saját cipője legyen. Annak ellenére, hogy ezzel még mindig sokakat kizártak, a látogatói kör mégis észrevehetően kibővült.
Albert herceg halála után a gyűjtemény és az épület örökösére, Károly főhercegre, Teschen hercegére szállt, később az ő fia, Albrecht főherceg, majd ennek fogadott fia, Frigyes főherceg, Teschen utolsó hercege rendelkezett fölötte. Ebben az időben került sor a grafikai gyűjtemény további bővítésére.
Az épületek és a gyűjtemény 1919 tavaszán a Habsburgoktól az Osztrák Köztársaság tulajdonába kerültek. 1920-ban az egykori császári udvari könyvtár (Kaiserliche Hofbibliothek) metszeteinek állományát egyesítették a gyűjteménnyel. Habár ekkorra a palota valamikori tulajdonosai minden vagyontárgyukat kiürítették az épületből, a gyűjtemények – az alapító oklevél szerint – mégis a palotához köthetők. Az „Albertina” nevet 1921 óta viseli az épület és a gyűjtemény.
1996-tól 2003-ig az Albertina el volt zárva a nyilvánosság elől, és teljes átalakításon ment keresztül. Ugyanebben az időszakban egy 3000 köbméteres raktárat hoztak létre az alagsorban, hogy ne rontsák el a városképet. A bejárat felújításával Hans Holleint bízták meg. Különösképpen az úgynevezett Soravia-szárny (Soravia-Wing) került a megosztott, többségében inkább kritikus véleményeket megfogalmazó médiafigyelem középpontjába. Egyúttal 2000. január 1-jén az Albertina szövetségi múzeumként jogi önállóságot kapott. A kiállításokat eredetileg már 2002-ben újra meg akarták nyitni, az átépítést azonban késleltette, hogy a helyszínen felfedeztek egy 130 sírhelyes római temetkezési helyet.
A 2009. évi júniusi heves esőzések miatt víz szivárgott az alagsori raktárba. A biztonsági személyzet felfedezte a vízszivárgást, amely zárlatot, s így áramszünetet is okozott, emiatt megbénultak azok a robotgépek, amelyekkel a grafikákat tartó mappákat és kazettákat lehet mozgatni. Ahhoz, hogy a nagyobb károkat elkerüljék, 950 000 műtárgyat át kellett helyezni máshova.

## Gyűjteményei
Az Albertina három gyűjteménynek ad otthont:
- a grafikai gyűjteménynek, amelyben körülbelül 41 000 rajz és akvarell, 300 skicckönyv, valamint 900 000 metszet található (az 1998-as leltár szerint)[4][5]
- az építészeti gyűjteménynek, körülbelül 43 000 tervrajzzal (építészeti és épületrajzok, tervdokumentációk és nyomtatványok), eredeti makettekkel és épületmásolatokkal (a 2000-es leltár szerint)[4][6]
- és a fotótörténeti gyűjteménynek, több mint 50 000 fotóval, fototechnikai eszközzel és kollekcióval (a 2000-es leltár szerint)[4][7]

A gyűjtemény hozzáférhető részében ma többek között Leonardo da Vinci, Michelangelo, Raffaello, Peter Paul Rubens, Oskar Kokoschka, Rembrandt, Albrecht Dürer, Gustav Klimt és Egon Schiele műveit tekinthetjük meg. Az állandó kiállítás mellett rendszeresen rendeznek időszaki kiállításokat, 2006-ban például Pablo Picassótól, 2008-ban Vincent van Goghtól.

## Fordítás
- Ez a szócikk részben vagy egészben a Albertina (Wien) című német Wikipédia-szócikk ezen változatának fordításán alapul.  Az eredeti cikk szerkesztőit annak laptörténete sorolja fel. Ez a jelzés csupán a megfogalmazás eredetét és a szerzői jogokat jelzi, nem szolgál a cikkben szereplő információk forrásmegjelöléseként.